# 保溫瓶

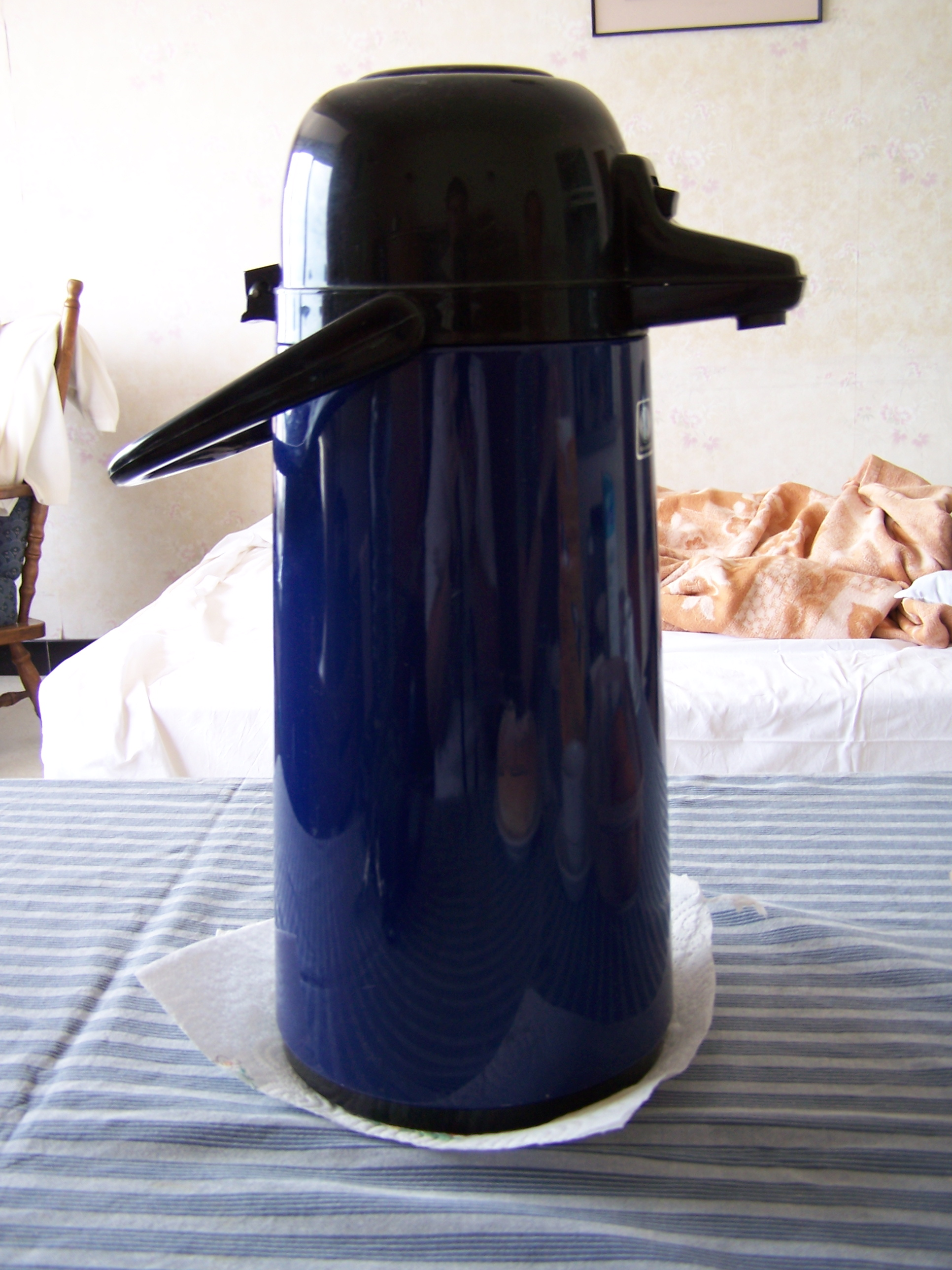
保溫瓶

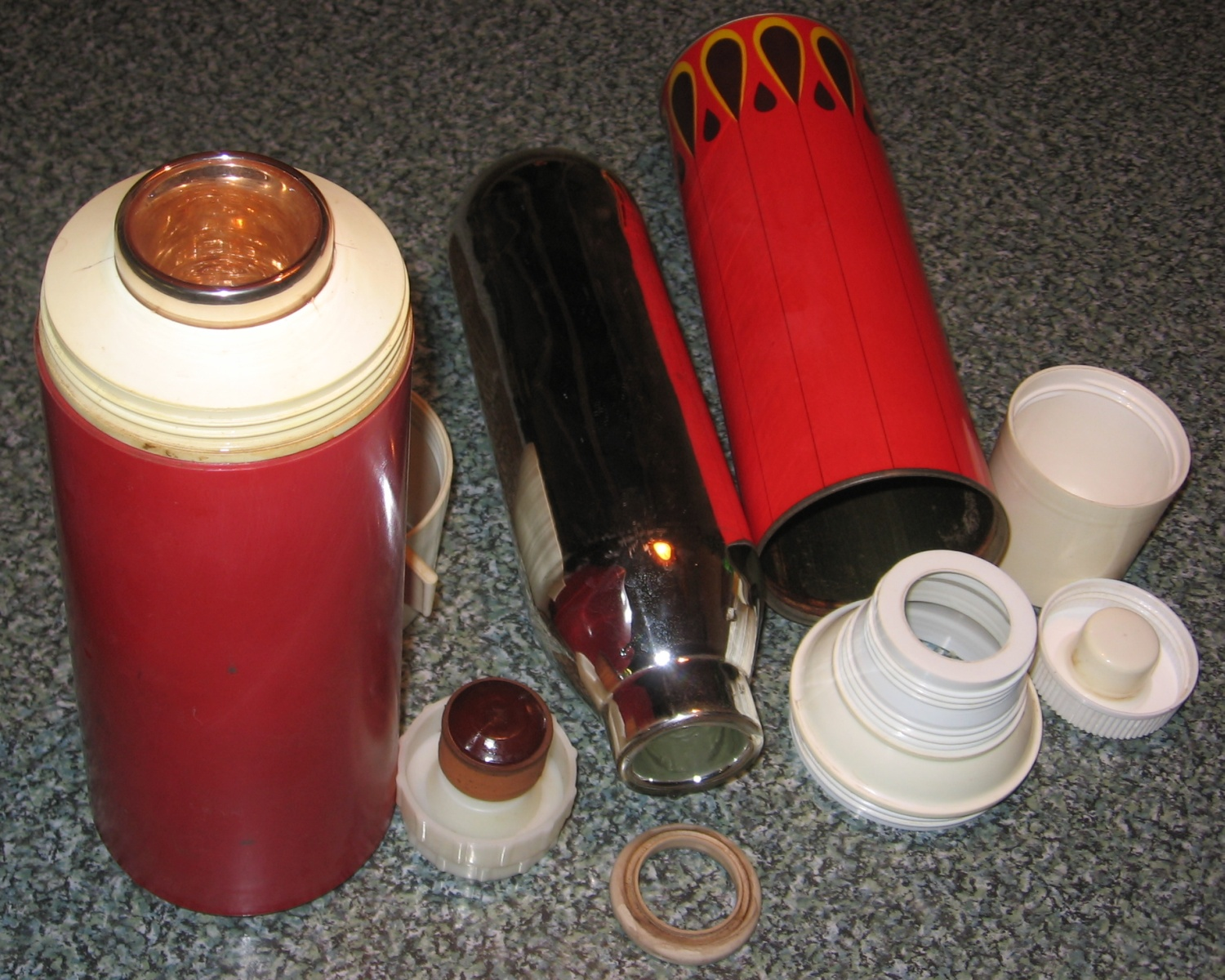
內膽為玻璃的舊式保溫瓶

真空保温瓶（壶、杯），也称为保溫瓶（壶、杯），是一种用來保持容器內物質（通常是水）一定溫度的真空隔热保温容器，日常生活中常见的一种保溫瓶也称为熱水瓶、暖水瓶、暖瓶、暖壶、茶瓶。保溫瓶以減少热传导、热对流、热辐射來达到保溫目標，主要材料大多是不銹鋼或玻璃、陶瓷等材質，然後根據網路的調查，陶瓷最被受網友的喜愛。

## 起源
1892年，苏格兰物理学家詹姆斯·杜瓦在低温物理学研究中发明了这种储存液化气体的真空夹层容器——杜瓦瓶。1904年，德国膳魔師（THERMOS）公司制造了第一个商用保温瓶。

## 原理及構成
保溫瓶運用阻絕熱傳原理達到保溫效果。阻絕熱傳導（直接傳導）與作用，藉由雙層抽真空結構，阻絕熱對流。【雙層】不銹鋼是為了阻擋傳導。不锈鋼具有高強度及耐腐蝕和低的熱傳導性，可以減少頸部厚度，和縮小口沿部接觸部份，以降低熱傳導而造成的熱能轉移和損失。但不锈鋼和玻璃，因具有高的輻射放射率，會藉由輻射作用而造成熱能散失。所以於內管外層鍍上銀，藉由鏡射反射作用，來降低輻射作用造成的熱量輸送。早期內管外層鍍上銀生產的過程，近來因硝酸銀廢液會對環境有所污染，目前多改比較環保的鍍銅或裹銅箔和鋁箔方式。其中以真空保溫瓶成本最高。

## 塑料件和烤漆要求
外殼的塑料使用聚乙烯PE，因為聚乙烯無毒且耐一般高溫。爲了增加密合度防止漏水與防止對流現象，一般會使用密封膠圈（PACKING），材料為矽利康（或矽氧樹脂）硅胶（Silicone）。原材料為無味透明，近來各廠商多數已經改用有顏色（染色規定可用於醫療食品的染料）。烤漆一般規定必須使用不含鉛（Lead）的油漆。